# SN 2003bf
SN 2003bf – supernowa typu Ia odkryta 18 lutego 2003 roku w galaktyce A080826+1219. W momencie odkrycia miała maksymalną jasność 17,60m.